# Manuel Plaza
Manuel Jesús Plaza Reyes (Lampa, 17 de marzo de 1900-Santiago, 9 de febrero de 1969) ha sido el «mejor atleta de Chile en la historia» según varios especialistas. Obtuvo la primera medalla olímpica de Chile el 5 de agosto de 1928, cuando se adjudicó la de plata en la maratón de los Juegos Olímpicos de Ámsterdam, con un tiempo de 2 horas, 33 minutos y 23 segundos, a veintiséis segundos de Boughéra El Ouafi, representante de Francia. En 1924 consiguió también el primer puesto premiado de un atleta chileno con el sexto lugar en los Juegos de 1924.

## Biografía

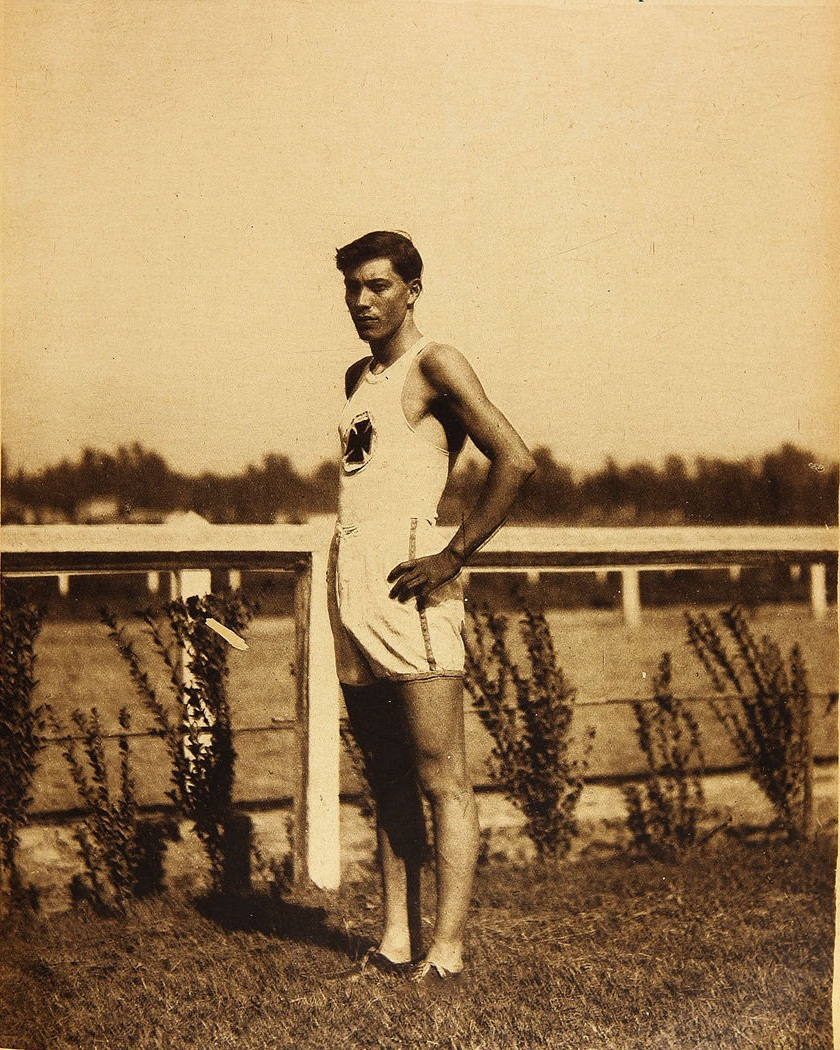
Plaza en la revista Los Sports en 1924.

Nació en Lampa, hijo de Camilo Plaza y María Reyes. Luego de trasladarse a Santiago junto a su familia, cursó estudios básicos en la escuela de Desiderio Araneda, ubicada en la calle San Alfonso. Habiendo aprendido a leer, escribir y las operaciones matemáticas elementales, comenzó a trabajar como suplementero, oficio en el que, de acuerdo a sus palabras, se formó como atleta, y que continuó desempeñando en forma paralela a su carrera deportiva.
Su admiración por corredores como Martiniano Becerra, Benjamín Flores y Juan Jorquera, entre otros, lo llevó a intentar conseguir una carrera deportiva. Comenzó entrenando a solas en la elipse del Parque Cousiño, hoy Parque O'Higgins. Allí acompañaba los entrenamientos de Alfonso Sánchez, atleta consagrado, de quien obtuvo el estímulo decisivo para competir.

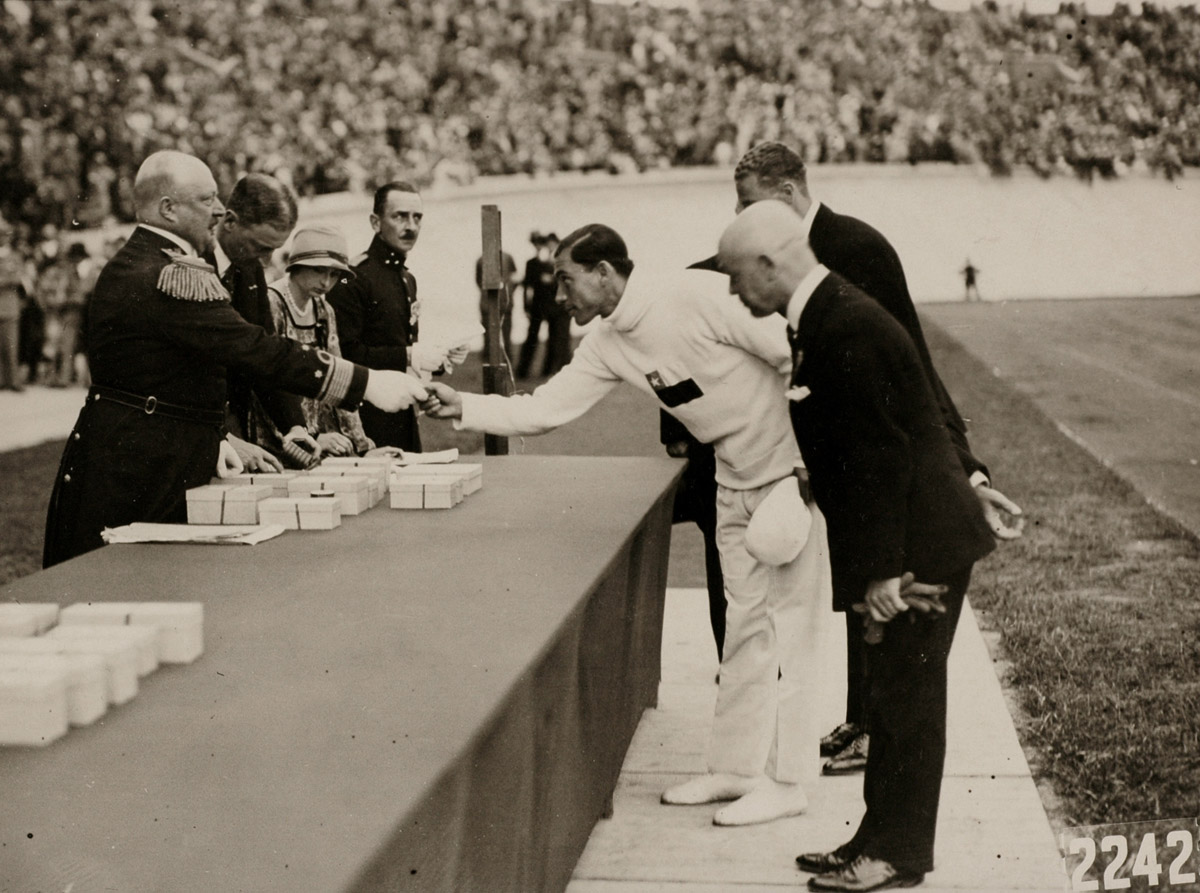
Plaza recibiendo la medalla olímpica por parte del príncipe Enrique Vladimiro de Mecklemburgo-Schwerin.

Su primera competición fue cuando contaba con la edad de 16 años y consistió en una vuelta al Parque Cousiño, prueba que ganó. Como atleta federado, integró el Club Atlético Centenario, el Pietro Dorando (sic) y el Green Cross, al cual ingresó en 1922.
Plaza fue el dominador absoluto de las pruebas de fondo en América del Sur durante la década de 1920. Además de la medalla de plata en los Juegos Olímpicos de Ámsterdam 1928, fue sexto en la maratón de los Juegos Olímpicos de París 1924, tercero en 5.000 m y segundo en 10 000 m durante el Campeonato Sudamericano de 1923, y ganó cuatro medallas de oro en cada una de las tres ediciones siguientes de estos campeonatos (1924, 1926 y 1927), en las pruebas de 5.000 y 10 000 m, campo a través y 3.000 m por equipos. Además, volvió a imponerse en las pruebas de campo a través y de 32 km en 1933.
Fue el abanderado olímpico de Chile en las ceremonias de apertura de los Juegos de París 1924 y Ámsterdam 1928.
Durante años circuló el mito de que Plaza había terminado segundo en la maratón de Ámsterdam, luego de haberse perdido poco antes de llegar a la meta, una versión que acuñó el propio atleta.

## Palmarés
| Fecha | Competición                          | Lugar        | Resultado | Prueba         | Marca               |
| ----- | ------------------------------------ | ------------ | --------- | -------------- | ------------------- |
| 1920  | Campeonato Sudamericano de Atletismo | Santiago     | 3.º       | 5000 metros    | 16 min 29 seg 4     |
| 1920  | Campeonato Sudamericano de Atletismo | Santiago     | 2.º       | 10000 metros   | 33 min 18 seg 2     |
| 1924  | Campeonato Sudamericano de Atletismo | Buenos Aires | 1.º       | 3000 metros    | 8 min 56 seg 3      |
| 1924  | Campeonato Sudamericano de Atletismo | Buenos Aires | 1.º       | 5000 metros    | 15 min 37 seg 2     |
| 1924  | Campeonato Sudamericano de Atletismo | Buenos Aires | 1.º       | 10000 metros   | 32 min 19 seg 8     |
| 1924  | Campeonato Sudamericano de Atletismo | Buenos Aires | 1.º       | Campo a través | 58 min 17 seg 3     |
| 1924  | Juegos Olímpicos                     | París        | 6.º       | Maratón        | 2 h 52 min 26 seg 0 |
| 1926  | Campeonato Sudamericano de Atletismo | Montevideo   | 1.º       | 3000 metros    | 8 min 51 seg 4      |
| 1926  | Campeonato Sudamericano de Atletismo | Montevideo   | 1.º       | 5000 metros    | 15 min 12 seg 4     |
| 1926  | Campeonato Sudamericano de Atletismo | Montevideo   | 1.º       | 10000 metros   | 31 min 54 seg 0     |
| 1926  | Campeonato Sudamericano de Atletismo | Montevideo   | 1.º       | Campo a través | 35 min 40 seg 2     |
| 1927  | Campeonato Sudamericano de Atletismo | Santiago     | 1.º       | 3000 metros    | 8 min 54 seg 2      |
| 1927  | Campeonato Sudamericano de Atletismo | Santiago     | 1.º       | 5000 metros    | 15 min 36 seg 0     |
| 1927  | Campeonato Sudamericano de Atletismo | Santiago     | 1.º       | 10000 metros   | 32 min 11 seg 2     |
| 1927  | Campeonato Sudamericano de Atletismo | Santiago     | 1.º       | Campo a través | 49 min 08 seg 0     |
| 1928  | Juegos Olímpicos                     | Ámsterdam    | 2.º       | Maratón        | 2 h 33 min 23 seg   |
| 1933  | Campeonato Sudamericano de Atletismo | Buenos Aires | 1.º       | 20 millas      | 1 h 59 min 15       |
| 1933  | Campeonato Sudamericano de Atletismo | Buenos Aires | 1.º       | Campo a través | 39 min 11 seg 6     |